# Parco Archeologico del Forcello
Il Parco Archeologico del Forcello è un'area archeologica situata nei pressi di Bagnolo San Vito, in provincia di Mantova.
A partire dal 1981, in località Forcello, nelle vicinanze della frazione di San Biagio, furono effettuati degli scavi archeologici che riportarono alla luce reperti risalenti a epoca preromana. I reperti confermarono l'esistenza di un importante abitato del VI-IV secolo a.C. facente parte di quella colonizzazione etrusca, rappresentandone l'unico insediamento a nord del fiume Po. Dopo la distruzione subita a opera del Galli, sorse e si sviluppò la città di Mantova in luogo più facilmente difendibile.
Allo scopo di valorizzare e divulgare i risultati scientifici conseguiti dagli scavi, il comune di Bagnolo San Vito e l'Università degli Studi di Milano promossero l'istituzione del Parco Archeologico del Forcello.